# Notomys amplus
Notomys amplus là một loài động vật có vú trong họ Chuột, bộ Gặm nhấm. Loài này được Brazenor mô tả năm 1936.